# Federazione calcistica monegasca
La Federazione calcistica monegasca (in francese Fédération Monégasque de Football, nota anche con l'acronimo FMF) è l'organo di governo del calcio nel principato di Monaco. Nonostante sia la federazione calcistica di uno stato sovrano riconosciuto internazionalmente, la FMF non è membro della FIFA o UEFA, ma è stato membro della NF-Board e, in seguito, della CONIFA.
La FMF è stata fondata nel 2000, avendo ottenuto l'approvazione da parte del governo monegasco il 27 aprile dello stesso anno, e gestisce la selezione di calcio monegasca e organizza il campionato di calcio disputato nel principato. La federazione è gestita da un piccolo consiglio di sei persone di origine monegasca che vengono elette per un mandato di quattro anni.